# کات-تون
کات-تون (انگلیسی: KAT-TUN) یک گروه موسیقی پسر ژاپنی است که توسط شرکت جانی و همکاران در سال ۲۰۰۱ تشکیل شده است. این گروه در ابتدا متشکل از ۶ نفر بود و هم اکنون با ۳ عضو به کار خود ادامه می دهد.